# تيليسور

أماكن بث تيليسور في أمريكا اللاتينية

Televisora del Sur (بالإسبانية ومعناها "تلفزيون الجنوب")، اختصارا تسمى تيليسور، هي محطة تلفزيونية قارية من أمريكا الجنوبية ناطقة باللغة الإسبانية مركزها كاراكاس، فنزويلا. بدأت البث بوقت محدود في 24 يوليو 2005، تحولت للبث على مدار الساعة في 31 أكتوبر 2005.

## تكوين المحطة
اقترح الرئيس الفنيزويلي هوغو شافيز إنشاء محطة تيليسور لمواجهة تغلغل وشعبية القنوات الخاصة والمنتشرة في أمريكا الجنوبية كـسي ان ان بالإسبانية وبونيفيزن. تم تمويل المحطة بمبلغ قدره عشرة ملايين دولار أمريكي من الدول المالكة لها: فنزويلا ب 51% والأرجنتين ب 20% وكوبا ب 19% والأوروغواي ب 10%; كما ساهمت دول أخرى لاحقا. تتعاون هذه المجموعة من الدول على تحديد المحتوى المقدم للمشاهد كذلك.
يعمل في المحطة نخبة من المثقفين والإعلاميين أبرزهم الحاصل على جائزة نوبل للسلام أدولفو بيريز والشاعر إرنستو كاردينال والكُتاب طارق علي وإدواردو غاليونو وسول لوندو. يعمل في المحطة كذلك رائد البرمجيات الحرة ريتشارد ستولمان. يرأس المحطة حاليا أندري إيزارا، الذي شغل منصب وزير الاتصالات والمعلومات في الحكومة الفينيزويلية السابقة.
تعد المحطّة بأن تكون البديل الأفضل للمحطات الكبيرة والسائدة في المنطقة كـسي ان ان. يمكن مشاهدتها في أكثر من ثلاثة وخمسين بلدا عبر أكثر من ثلاثة وخمسين موزع خدمة.

## البرامج والمحتوى
تقدم المحطة الأخبار على مدار الساعة كما تعرض برامج سياسية ووثائقية.

## ردود الفعل
قوبل إنشاء المحطة بالتحفظ من قبل الولايات المتحدة، خاصة بعد توقيع تيليسور لاتفاقية شراكة وتعاون مع قناة الجزيرة القطرية.

## وصلات خارجية
- موقع المحطة الرسمي لمشاهدة البث الحي للمحطّة انقر على "Señal en Vivo" (بالإسبانيّة)